# Wereldkampioenschap strandvoetbal 2005
Het wereldkampioenschap strandvoetbal in 2005 voor landenteams werd van 8 tot 15 mei op het Copacabana strand te Rio de Janeiro in Brazilië gehouden. Dit was het eerste toernooi waarin de FIFA de organisatie van het WK op zich nam. De winnaar was Frankrijk, dat onder leiding van Éric Cantona, Portugal versloeg in de finale na een serie strafschoppen. Brazilië met sterspeler Romario eindigde op de 3e plaats vlak voor Japan.

## Deelnemende landen
12 teams deden mee:
| - Argentinië - Australië - Brazilië - Frankrijk - Japan - Oekraïne |  | - Portugal - Spanje - Thailand - Uruguay - Verenigde Staten - Zuid-Afrika |

## Toernooiopzet
De 12 gekwalificeerde landen werden via een geplaatste loting in vier groepen van drie landen verdeeld. In de groepsfase zullen alle landen in een groep één keer tegen elkaar spelen. De nummers één en twee van elke groep plaatsen zich voor de kwartfinale. Na de groepsfase gaat het toernooi de knock-outfase in. Dit betekent dat steeds twee landen elkaar treffen waarvan de verliezer is uitgeschakeld. Op deze manier volgen op de kwartfinales de halve finales en finale.

### Groepen
Bij de loting werd de volgende groepindeling vastgesteld:
| Groep A                  | Groep B                         | Groep C                      | Groep D                        |
| ------------------------ | ------------------------------- | ---------------------------- | ------------------------------ |
| Brazilië Spanje Thailand | Japan Portugal Verenigde Staten | Oekraïne Uruguay Zuid-Afrika | Australië Argentinië Frankrijk |

## Knock-outfase

### Kwartfinale
12 mei 2005
| Frankrijk | 7 - 4 | Spanje     | Copacabana, Rio de Janeiro |
| Portugal  | 5 - 3 | Oekraïne   | Copacabana, Rio de Janeiro |
| Uruguay   | 3 - 4 | Japan      | Copacabana, Rio de Janeiro |
| Brazilië  | 9 - 3 | Argentinië | Copacabana, Rio de Janeiro |

### Halve finale
14 mei 2005:
| Frankrijk | 4 - 1 | Japan              | Copacabana, Rio de Janeiro |
| Brazilië  | 6 - 6 | Portugal wns (1-2) | Copacabana, Rio de Janeiro |

### Troostfinale
15 mei 2005:
| Japan | 2 - 11 | Brazilië | Copacabana, Rio de Janeiro |

### Finale
15 mei 2005:
| wns(1-0) Frankrijk | 3 - 3 | Portugal | Copacabana, Rio de Janeiro |

| Kampioen: Frankrijk (1e titel) |